# Сидоровское (Ивановская область)
Сидоровское — село в Ивановском районе Ивановской области России, входит в состав Куликовского сельского поселения.

## География
Село расположено в 6 км на северо-восток от центра поселения деревни Куликово и в 18 км на северо-восток от Иванова близ автодороги Р80Иваново — Родники — Вичуга — Кинешма.

## История
В XVIII столетии в селе существовала деревянная церковь в честь Рождества Иоанна Предтечи. В 1789 году вместо деревянной по благословению епископа Суздальского и Владимирского Виктора началось строительство каменной церкви. В 1797 году церковь была построена и освящена. Престолов в церкви было два: в холодной — в честь Рождества Иоанна Предтечи и в тёплом приделе — во имя Святителя и Чудотворца Николая. В селе существовала школа грамоты, помещавшаяся в доме священника.
В конце XIX — начале XX века село входило в состав Горицкой волости Шуйского уезда Владимирской губернии. В 1859 году в селе числилось 32 двора, в 1905 году — 31 двора.

## Население
| 1859 | 1905 |
| ---- | ---- |
| 156  | 143  |

| 1859 | 1905 | 2010 | 2018 |
| ---- | ---- | ---- | ---- |
| 156  | ↘143 | ↘11  | ↗19  |

## Достопримечательности
В селе расположена действующая Церковь Иоанна Предтечи.